# Portinho
Portinho és una localitat de São Tomé i Príncipe. Es troba al districte de Pagué, al nord de l'illa i Regió Autònoma de Príncipe. La seva població és de 17 (2008 est.).

## Evolució de la població
| 2001 | 2008 |
| 15   | 17   |